# سیارک ۱۱۸۹۵
سیارک ۱۱۸۹۵ (به انگلیسی: 11895 Dehant، نامگذاری:1991GU3) یازده هزار و هشتصد و نود و پنجمین سیارک کشف شده‌است که در ۸ آوریل ۱۹۹۱ کشف شد.
قدر مطلق سیارک برابر ۱۴٫۲۰ است.